# けやき台駅
けやき台駅（けやきだいえき）は、佐賀県三養基郡基山町大字小倉にある、九州旅客鉄道（JR九州）鹿児島本線の駅である。駅番号はJB11。

## 歴史
- 1990年（平成2年）3月10日：開業[3][4]。
- 2000年（平成12年）9月20日：自動改札機を設置し、供用開始[5]。
- 2009年（平成21年）3月1日：ICカードSUGOCAの利用を開始[6]。
- 2022年（令和4年）
  - 3月11日：きっぷうりば営業終了[7]。
  - 3月12日：無人駅化[8]。
  - 4月1日：業務委託駅から簡易委託駅へと変更[2][9]。なお、無人化予定日であった3月12日から3月31日までの間は、JR九州グループの社員が派遣され案内業務等を行うとしていた[10]。

## 駅構造
相対式ホーム2面2線を有する地上駅。レンガ風の壁とドーム屋根の橋上駅舎は東京駅をイメージしたもの。開業時に設けられたのは西側のみで、高台のため橋上駅舎からそのまま出入りするが、後年隣接する小郡市が全額負担し、駅東側の国道3号を跨ぐ「けやき台駅前歩道橋」を建設、同歩道橋と一体化した構造であり、西側の佐賀県基山町と東側の福岡県小郡市とを接続する役割も果たしている。
基山町が受託する簡易委託駅で平日の7 - 10時・16 - 18時は有人だが、それ以外の時間帯は無人駅となる。駅舎には自動券売機が設置されている。SUGOCAの利用が可能であるが、カード販売は行わずチャージのみ可能である。

### のりば
| のりば | 路線       | 方向 | 行先                     |
| ------ | ---------- | ---- | ------------------------ |
| 1      | 鹿児島本線 | 上り | 二日市・博多・小倉方面   |
| 2      | 鹿児島本線 | 下り | 久留米・大牟田・佐賀方面 |

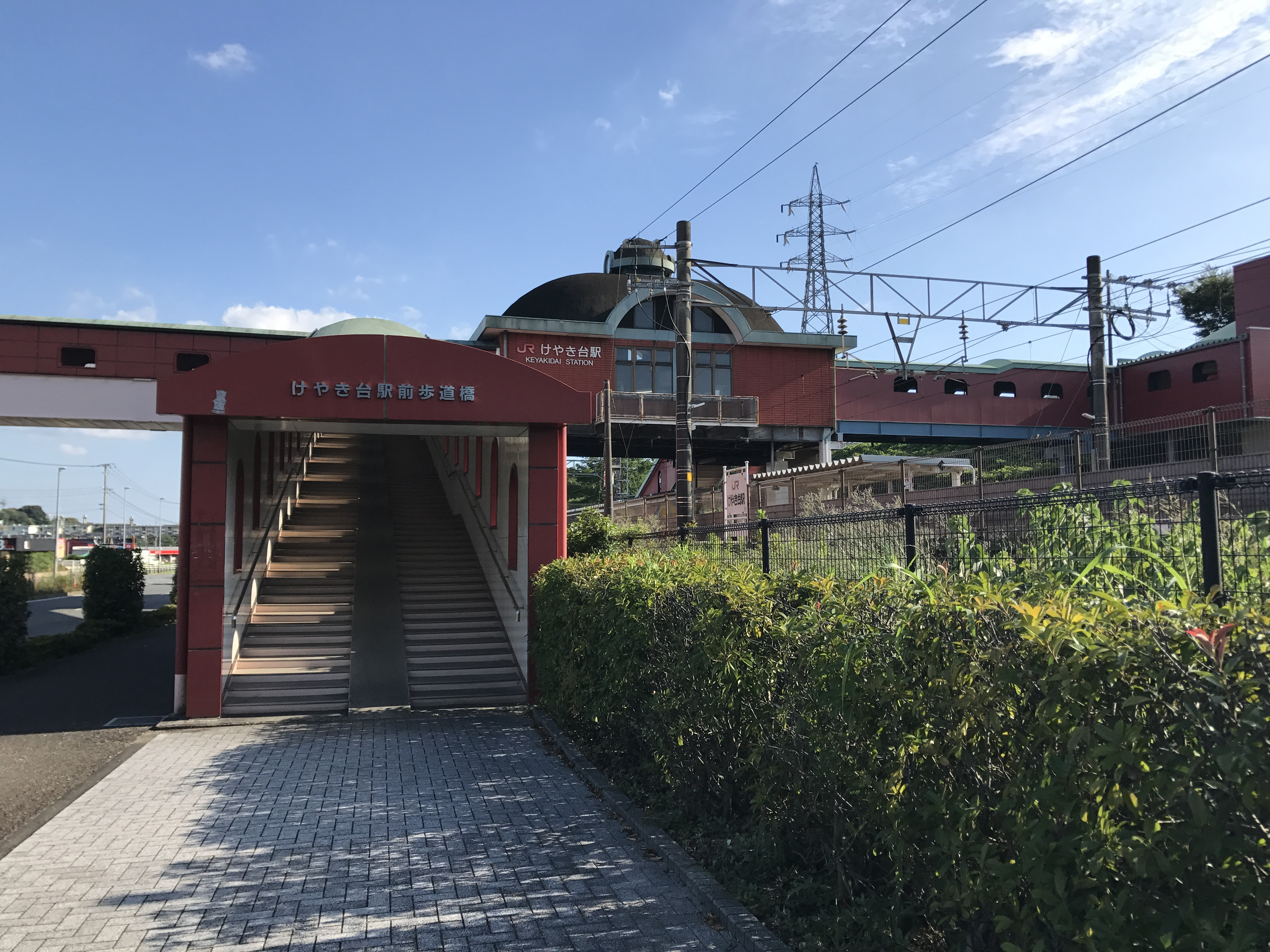
駅舎（2017年8月）
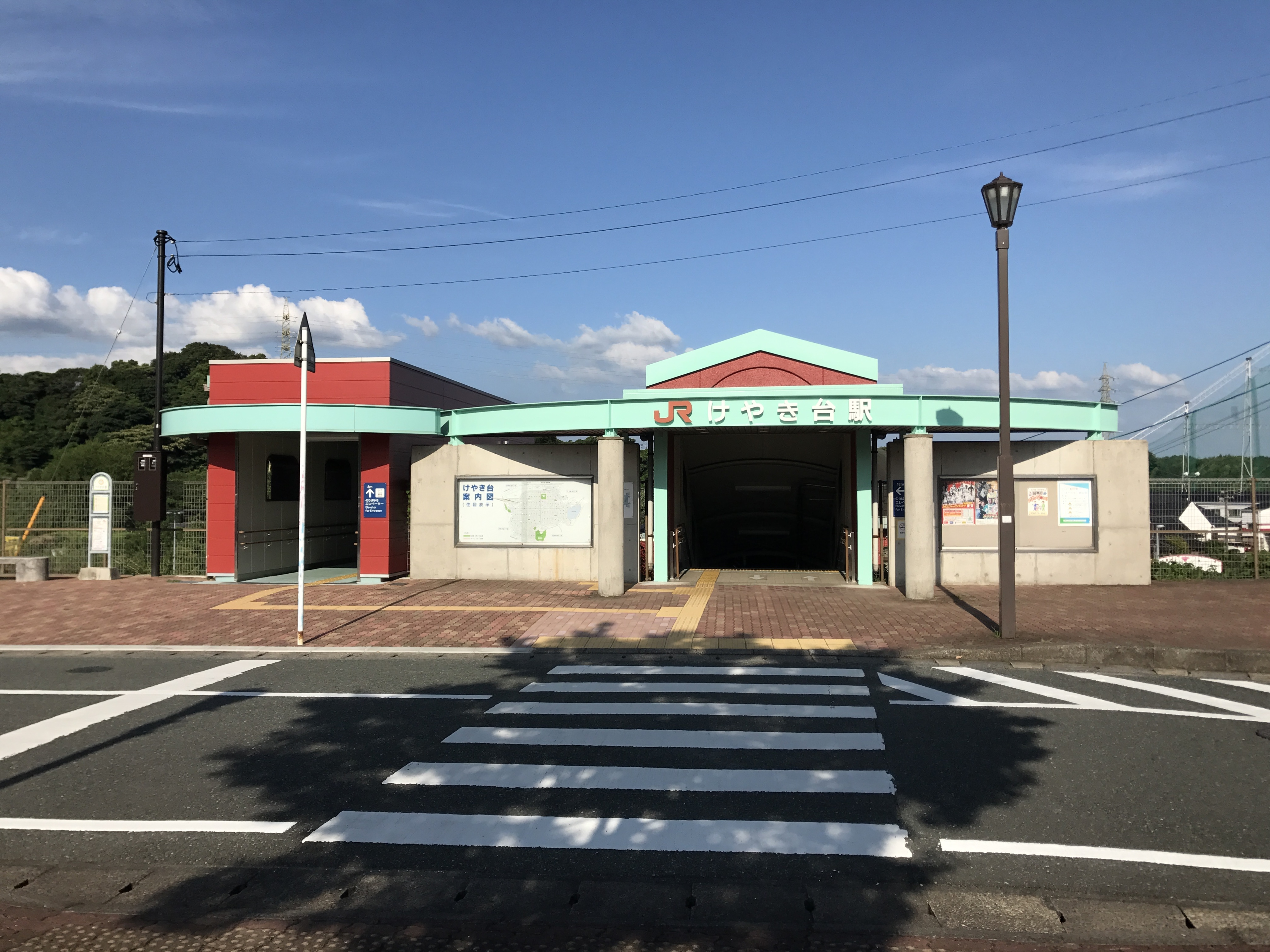
西口（2017年8月）
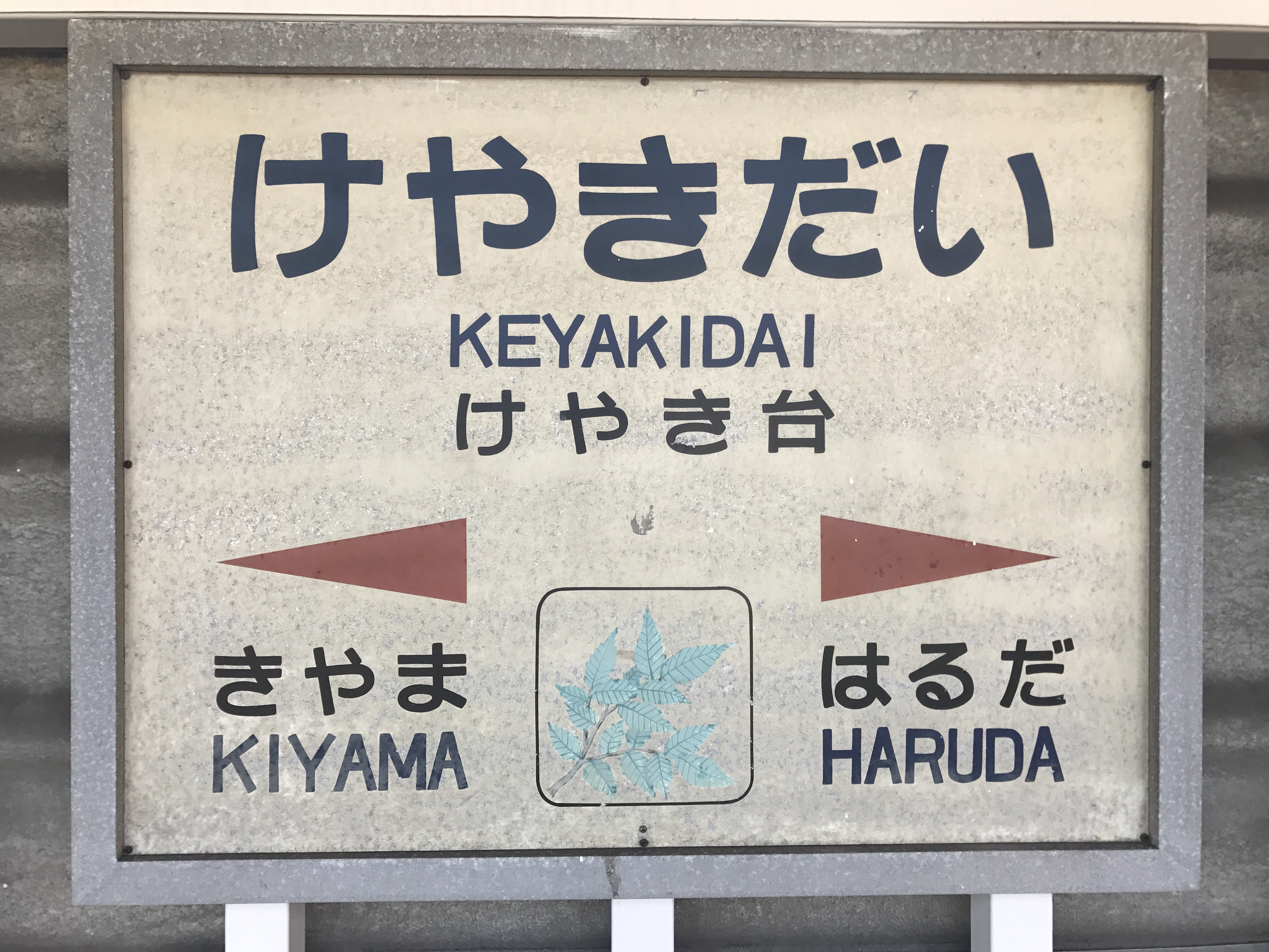
駅名標（ケヤキのイラストが描かれている）

## 利用状況
2023年度の1日平均乗車人員は1,020人である。
近年の1日平均乗車人員は以下の通り。
| 年度   | 1日平均 乗車人員 |
| ------ | ---------------- |
| 1998年 | 763              |
| 1999年 | 820              |
| 2000年 | 882              |
| 2001年 | 1,023            |
| 2002年 | 1,086            |
| 2003年 | 1,116            |
| 2004年 | 1,160            |
| 2005年 | 1,218            |
| 2006年 | 1,278            |
| 2007年 | 1,301            |
| 2008年 | 1,307            |
| 2009年 | 1,305            |
| 2010年 | 1,369            |
| 2011年 | 1,375            |
| 2012年 | 1,411            |
| 2013年 | 1,417            |
| 2014年 | 1,332            |
| 2015年 | 1,367            |
| 2016年 | 1,341            |
| 2017年 | 1,351            |
| 2018年 | 1,318            |
| 2019年 | 1,285            |
| 2020年 | 1,003            |
| 2021年 | 1,009            |
| 2022年 | 1,044            |
| 2023年 | 1,020            |

## 駅周辺

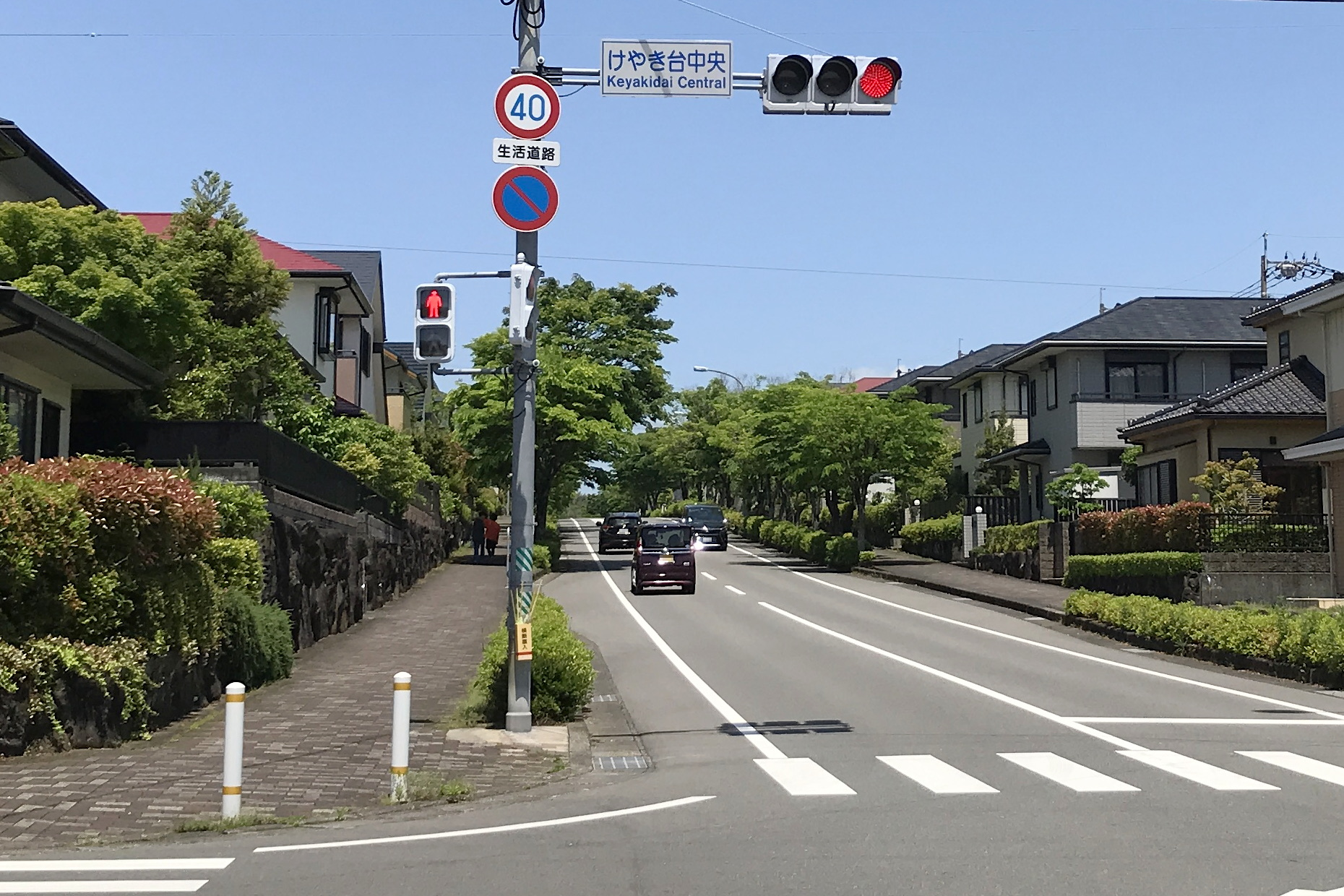
けやき台の町並み（駅より南西側）

基山町の北東端部。駅周辺では旭化成が開発した「サンシティけやき台」など平成初期には住宅開発が進められた。駅から東側に約200m進むと福岡県小郡市である。
国道3号が駅の東側を鹿児島本線に並行して通っている。駅周辺の国道3号は片側2車線化が2007年（平成19年）3月に完成し、沿道にはロードサイド店舗が多い。この国道3号を約700m北上した場所に「三国境」という交差点があるが、この名はかつてこの地に筑前国（現・福岡県筑紫野市域）・筑後国（福岡県小郡市域）・肥前国（基山町域）の3国の境界点があったことにちなむ。三国境交差点の傍らには対馬藩が建てた「従是西肥前国對州領」の国境石と黒田藩が建てた「従是東筑前国」の国境石がある。
- 基山ドライビングスクール
- 基山PA - 九州自動車道
- 小郡カンツリークラブ
- ニュータウン
  - 佐賀側にけやき台[1]（旭化成不動産レジデンス）- 鹿児島本線の線路より高いところに位置し、けやき台側からの出入口は駅舎および歩道橋より少し高くなっている[1]。
  - 福岡側に希みが丘[1]（東急開発）
- 麻生学園小学校（希みが丘ニュータウン内）
- ハンバーグ・ショップ「キリン屋」
- シュロアモール筑紫野
  - ロピア 筑紫野シュロアモール店
- 丸幸ラーメンセンター
- 温泉センター「アマンディ」
- フレッシュリーグ「筑紫野ドリームズ」球場

### バス路線
- きやまコミュニティバス（基山タクシー）[12]。
  - けやき台・高島団地・やよいがおか鹿毛病院・基山町役場方面

## 隣の駅
九州旅客鉄道（JR九州）
 鹿児島本線
■快速
通過
■区間快速（一部列車のみ停車）・■普通
原田駅 (JB10) - けやき台駅 (JB11) - 基山駅 (JB12)